# Tributo de las Tres Vacas
El Tributo de las Tres Vacas es una ceremonia que reúne a los vecinos de los valles de Baretous (Bearne, Francia) y de Roncal (Navarra, España) en el punto llamado Piedra de San Martín situado en el collado de Ernaz el día 13 de julio de cada año, durante la cual los primeros entregan tres vacas a los segundos.
Está considerado el tratado en vigor más antiguo de Europa. Se desconoce de cuándo data esta ceremonia, que en todo caso es muy anterior a la sentencia de 1375, en la que se basa en la actualidad su realización. Se considera que surgió como un tributo de guerra tras la invasión de cimbros y baretonenses en el año 125. Por tanto, esta sentencia certifica su existencia desde hace 649 años, registrándose la misma de forma continua desde hace 449 años. Solo en el siglo XVII se producen serios problemas en su continuidad, y posteriormente se producen pequeños incidentes o retrasos en relación con los eventos bélicos de la zona.

Escudo del valle de Roncal. Varias localidades de este valle son las beneficiadas de la entrega del Tributo.

Aunque tradicionalmente se denomina tributo, no es tal por no existir vasallaje, sino que se trata de un acuerdo entre iguales, un contrato sinalagmático. El 24 de enero de 2011 el Gobierno de Navarra lo declaró Bien de Interés Cultural Inmaterial.

## Ceremonia

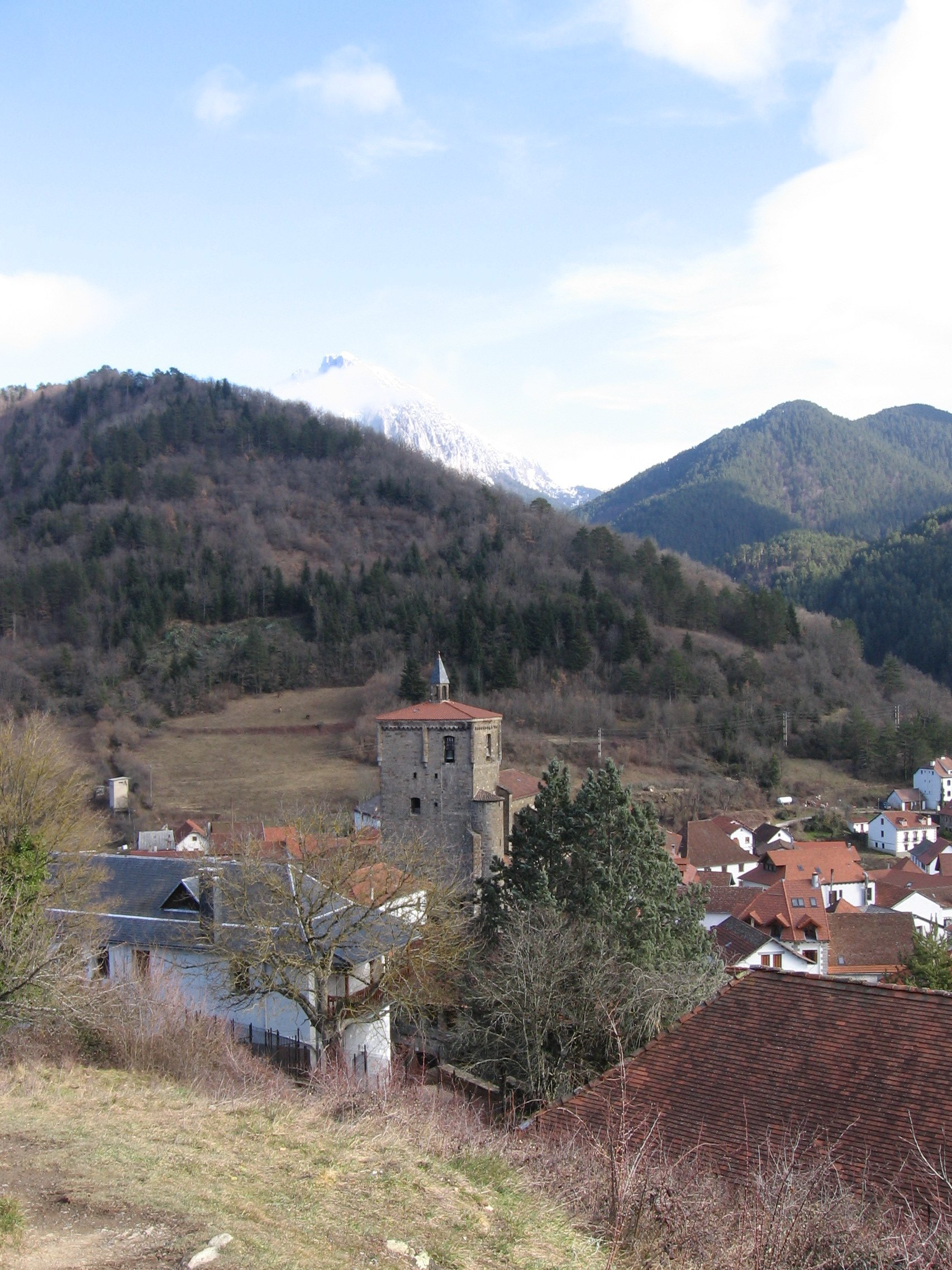
La villa de Isaba. Su alcalde preside la ceremonia del Tributo de las Tres Vacas.

Los representantes de Roncal —con atuendo tradicional, sombrero roncalés, capote negro, valona y calzón corto— y los de Baretous —con traje de domingo y con la banda tricolor francesa cruzada al pecho— se reúnen en torno al mojón 262, que sustituye a la desaparecida "Piedra de San Martín" en 1858, cada cual en su territorio, en el fronterizo collado de Ernaz a 1721 m de altura.
El alcalde de Isaba, presidente del acto, pregunta por tres veces a los baretoneses si están dispuestos, como en años anteriores, a pagar el Tributo de las Tres Vacas de dos años, del mismo pelaje y cornaje, y sin tacha ni lesión alguna. Los preguntados responden que sí en tres ocasiones.
Seguidamente uno de los alcaldes baretoneses coloca la mano derecha sobre la piedra o mojón y poniendo la suya encima un roncalés y así se van alternando los demás representantes. El último en posar la suya es el alcalde de Isaba, que pronuncia las palabras:

al que responden con las mismas palabras los del valle vecino. Acto seguido se procede al reconocimiento de las vacas por el veterinario de Isaba, que una vez declaradas sanas y buenas, se repartirán dos para la villa de Isaba y la otra cada año va rotando por los pueblos de Uztárroz, Urzainqui y Garde sucesivamente. A continuación el regidor de Isaba entrega el correspondiente recibo y se procede al nombramiento anual de cuatro guardas para la custodia de las facerías de Ernaz y Leja, a los que se les toma juramento. Después pide a los que tengan algo que alegar que den un paso al frente y lo hagan.
El acta es formalizada por el secretario que certifica y firman los representantes, primero los de Roncal seguidos por los de Baretous. También firman como testigos algunas personalidades asistentes. Posteriormente  se celebra una comida de hermandad con cordero al chilindrón como plato fuerte.
En la actualidad, tras la ceremonia en el collado de Ernaz, las vacas vuelven a su territorio y se paga el «tributo» con el equivalente a su valor monetario del mercado actual. En los últimos años este acto que apenas dura unos minutos, se ha popularizado, atrayendo al mismo a miles de personas.

## La sentencia arbitral de 1375
La sentencia «arbitraria» (denominación de la época) del 16 de octubre de 1375 es la que sigue vigente con la denominación de carta de paz. En el preámbulo se informa que se encuentran reunidos en Ansó los procuradores de los consejos roncaleses y hombres buenos de Baretous nombrados por las villas, previa autorización del rey de Navarra Carlos II y del vizconde de Bearn Gastón III de Foix del 28 de julio al 18 de agosto.
Estos se comprometen a lidiar sus diferencias en las manos del alcalde de Ansó, Sancho García y cinco vecinos que habrían de resolver como árbitros arbitradores y amigables componedores. También estaban presentes muchos hombres buenos de las partes interesadas y de otros lugares. Entre estos y también como parte arbitral los del valle de Sola. Por lo que tras escuchar a testigos y examinar documentos estaban posados a manera de jueces. El lugar de reunión era la iglesia de Sant Per o San Pedro y su finalidad se expresaba:

...por bien de paz et de concordia et por tirar odios, rancores, malas voluntades, dannos, travayllos, gastos, intereses, lesiones, muertes, feridas, golpes, peleas, bregas, depredaciones, guerras, desensiones entre las dichas partidas.

Los árbitros reconocen el fracaso de los intentos de avenencia en los que intervinieron obispos, caballeros y comisarios del rey de Navarra y del conde de Foix. Su primera gestión fue subir al puerto de Arlas, formidable mirador a 2062 metros de altura, para fijar las mugas en presencia de cinco hombres de cada valle, declarándose que la Piedra de San Martín era límite entre Roncal y el término de Aramitz. Se examinaron las fuentes y límites donde se localizaban las divergencias y a partir de ahí se delimitaron los demás collados y lomas. Sigue la sentencia reglamentando el uso de los pastos por los de Arette, cuyos rebaños de ganado mayor y menor entraban el 10 de julio y por 28 días para abrevar en las fuentes de estos sitios. A continuación pacerían los rebaños roncaleses hasta el día de Navidad. Se podía utilizar el agua libremente para beber o amasar el pan.
Para los transgresores se establecen graves penas de carneramiento (embargos) y monetarias de 300 sueldos morlanes (moneda de Bearn) para los que injustamente convocasen el apellido (llamada a las armas general). Si el infractor no pudiera pagar la infracción lo haría la villa.
Con respecto a la entrega de las vacas dice:

Porque trovamos verdaderamente por las dichas deposiciones siquiere relaciones de los dichos testimonios et personas fidedignas, que los dichos baretoneses siempre usaron et acostumbraron dar tres vacas de cada dos annos sines macula el cuatreno día empues de la fiesta de Setem Fratrum, por cada un anno los de Isaba, Uztarroz-Goyena, Garde et Urçainqui en su termino et territorio, unos de los testigos deziendo por las muertes que los dichos baratoneses hauian fecho a los de Isaba, Uztarroz-Goyena, Garde et Urçainqui, en su termino et territorio, et otros testimonios deciendo que si no, por razón que puediesen prender agua et abrebar en las dichas fuentes... pronunciamos et mandamos por sentencia que los dichos baratones den et paguen por cada un anno perpetuamente, de aquí adelante las dichas tres vacas de cada dos annos sines macula... a la dicha piedra de Sant Martín... Et por razón de los grandes males pasados que han habido ente ellos, que no ende sean tenidos de pagar ende cosa alguna entroa el presente día, sino, de aquí adelante, como por nos dicho et sentenciado es.

En la sentencia también se ordena el perdón mutuo por las muertes producidas en ambos valles, liberando a los beratoneses de la entrega de las vacas que debían. Los presos que tenían retenidos del valle contrario, dos en cada uno, se pondrían a disposición de los árbitros. E imponen los árbitros una tregua por «ciento et un aynnos», que es lo mismo que perpetua. Además se nombraban por diez años a los carneadores que eran los que embargaban el ganado encontrado fuera de la ley, siendo cuatro de Isaba y otros tantos de Arette.
No aparece en esta sentencia la palabra tributo que se aplica a toda imposición pública, a los impuestos por vasallaje. Este término se utilizará con posterioridad, aunque no le corresponde porque era un contrato sinalagmático, es decir entre dos partes en igualdad, sin vasallaje, y con obligaciones mutuas. En el siglo XIV la entrega de tres reses no tenía nada de denigrante y de un escaso valor monetario, casi simbólico, teniendo en cuenta el gran provecho que suponía el uso y disfrute de los pastos y el agua.
Aunque el debate de los historiadores ha sido largo, sin ponerse de acuerdo si el motivo del tributo eran las muertes o las fuentes, ni tampoco sobre el inicio de la entrega llevándolo algunos al siglo IX y otros al XI. Para el catedrático Víctor Fairén, jurista experto en las facerías del Pirineo, se trata de una compensación por el disfrute que hacen los baretoneses de los terrenos de Larra y Ernaz durante 28 días a partir del 10 de julio. Los roncaleses tienen derecho a usarlos desde la primera semana de agosto hasta el 25 de diciembre, pero en esta época predominan el frío y el mal tiempo, con lo que el rendimiento es menor. Este autor considera antijurídico que la causa del Tributo fuera una remuneración por asesinatos. Sin embargo hay que hacerse eco de que pudo ser el precio de la paz, mejor que el de los pastos.
Esta sentencia es la que ha llegado hasta nuestros días, ratificada por los sucesivos convenios como la «Transacción del 22 de agosto de 1642» y el «Tratado de Límites de 1856».

## El conflicto entre ambos valles
Se desconoce cuándo se iniciaron las disputas entre los pastores de ambos valles por los pastos y las fuentes de la alta montaña, pero hay constancia de las mismas en documentos del siglo XIII. A veces se realizaban pactos orales y en otras ocasiones con cartas de paz o pacerías o facerías. De donde procede esta denominación para los contratos que regulan la explotación de un territorio por parte de varios municipios.
En el siglo XIV en que Gastón Febus logra consolidar la soberanía sobre el Bearn con una independencia casi total de Francia e Inglaterra, cuyos reyes trataran con respeto a los vizcondes en lo sucesivo. Y aunque entonces los lazos con el reino de Navarra se estrecharon, como consta en los documentos de esos años, fue cuando las graves diferencias entre las gentes de Roncal y Baretous aparecieron con toda su fuerza.
Los incidentes en su mayor parte parece que fueron reyertas entre pastores, con muertes pero sin grandes batallas campales. Entre estos destaca como más sonado la batalla de Beotivar o Facienda en 1321, con intervención del gobernador del reino y dos merinos, de los cuales uno murió junto a unas docenas más de bajas. En 1335 se produjo otro encuentro más grave con treinta y cinco muertos, también con intervención de los propios merinos que solían llevar entre 200 y 300 hombres.
En estos años los altercados llevan a realizar un documento en 1350, al comienzo del reinado de Carlos II, y que se trata de una especie de memorial con un sucinto repaso de las relaciones internacionales. En ellas se confirma que el origen principal de las disensiones o «debat» era el uso de las fuentes de los puertos en las que abrevaba el ganado. También hay que una referencia de que tanto el rey como el vizconde tratan de arreglar las cosas conforme a derecho:

han paz, amiztat et bonos deudos, sin dicensión alguna, saluo que las gentes de Val de Roncal et las gentes de Val de Baretous, de la tierra de Bearn, han debat sobre labeurador de ciertas fuentes que son en los puertos, en el quoal debat los comisarios de ambas tierras ficieron ciertas providencias, segunt por el proceso paresce.

Existe un segundo documento de 1361 y que trata de una orden al lugarteniente del merino de Sangüesa relacionada con el empeoramiento de la situación y en la que se llamaba al «apellido», a la defensa según el Fuero, por ciertos yermos (puertos y montes) del rey que intentan apropiarse los baretoneses:

en razón de ciertos yermos, los quoales, dichos suplicantes dicen ser de dicho Seynor Rey, et por se efforzar et defender aqueillos, los dichos baratones los persiguen de cada día en personas et en bienes et los encalzan continuadament, en manera que biven en gran periglo.

Los de Isaba pedían:

non faciendo a ninguno mal puedean bivir en lures lugares con lures ganados et bienes et ser defendidos de los dichos baratones et cuoalesquiere otros.

El rey atiende la petición y ordena la lugarteniente que se traslade al lugar para requerirles a todos y cada uno de los pueblos o villas:

so pena de cuerpos et bienes, cada que serán requeridos por los dichos de Isava, bayan en ayuda deyllos apeyllidamente, en detenimiento  de la tierra del Seynnor Rey, no atendiendo padre a fijo ni fijo a padre.

Por tanto, ya no se habla solo de fuentes sino de yermos en referencia a lo que hoy se llama Ernaz (Erlanz) y Larra (Arra). Dejando bien sentada la intención de Carlos II de mantener la soberanía en el territorio:

car no es nuestra entención que ningunos estraynos ayan a pisar la tierra del Seynnor Rey non devidament, maormente los dicho baratones.

En todos estos años los intentos de conciliación, mediados por los obispos de Bayona, Olorón, Pamplona y Jaca que concurrieron en Ansó, fueron inútiles.

### Enfrentamientos de 1373

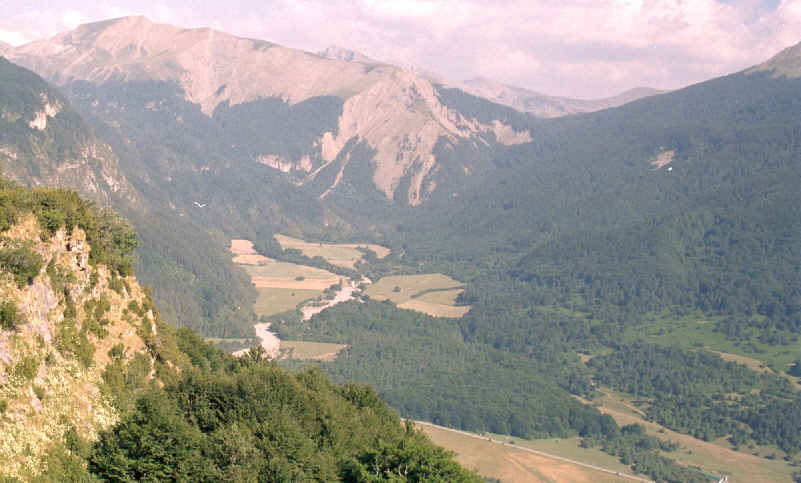
Valle de Belagua.

Sin embargo los hechos sucedidos en 1373 fueron los que llevaron a la sentencia que aún sigue en vigor. Estos hechos son una mezcla de historia y leyenda.
En una de las fuentes que se encontraba en litigio en el territorio del reino de Navarra en el monte Arlás, se encontraron el roncalés Pedro Karrika y el baretonés Pierre Sansoler con sus rebaños. Tras una discusión y pelea Karrika mató a Sansoler. Seguidamente se organizó una expedición, mandada por el primo del difunto Anginar Sansoler, que al no encontrar al homicida en el puerto bajaron hacia Belagua donde encontraron a la mujer de Karrika, Antonia Garde que se encontraba embarazada. Tras preguntar por su marido la mataron. En Isaba la noticia se extendió y Karrika con un grupo de convecinos fueron a vengar la muerte de su esposa, llegando a la casa de Sansoler donde estaban celebrando la hazaña. En casa estaba presente la mujer con un niño en brazos que fueron respetados, pero no así los demás, incluido Sansoler, que fueron todos asesinados. Alguno, sin embargo, llegó a comunicarlo a los vecinos de Arette, que inmediatamente organizaron una emboscada al pasar por un desfiladero, exterminando en esa noche a gran parte de los contrarios, unos veinticinco. Estos sucesos llegaron a los oídos del rey navarro y del vizconde bearnés, que realizaron vanos esfuerzos para lograr la paz. Aún hay referencia de un encuentro en este mismo lugar, en el que los de Baretous estaban dirigidos por un terrible capitán agote que tenía cuatro orejas. La victoria se inclinaba hacia los bearneses cuando un tal Lucas López de Garde atravesó al capitán con su lanza. Esto provocó la desmoralización de los suyos, que emprendieron la huida.
Entre tanto los enfrentamientos se incrementaron produciéndose la llamada batalla de Aguincea, en la que cayeron 53 roncaleses y 200 baretoneses. Dentro del valle de Roncal intervinieron de manera directa los pueblos fronterizos de Isaba, Uztárroz, Urzainqui y Garde. Al fin, los baretoneses pidieron una tregua, llevando al arbitraje de Ansó (Reino de Aragón) antes reseñado.

## Evolución del pacto
La carta de paz, que era la denominación de la sentencia de 1375, sirvió para ir pacificando las relaciones entre los dos valles. Sin embargo inicialmente esta no fue total, y en 1389 fue preciso redactar un complemento a esta sentencia pues hubo algunos enfrentamientos y fueron nombrados procuradores por ambas partes para resolver los problemas de prendamiento de ganado. La junta compuesta por tres procuradores baretoneses y cuatro roncaleses acata los pactos y se muestra propicia a una amigable composición sobre los casos de muertes, heridas, calonias o penas, etc. En esta concordia de 1389 los guardas roncaleses nombrados deberán jurar en el altar de San Julián de Isaba y los de Baretous en el de San Vicente de Aramitz.
El 27 de septiembre de 1427, un pavoroso incendio destruye gran parte de Isaba, quedando únicamente 25 casas, con la destrucción de la iglesia donde se encontraban los documentos del acuerdo. En 1433 se hacen copias para sustituir a las destruidas.
En 1477 se encuentra descrita, aunque brevemente, la primera ceremonia de entrega de las reses con descripción de asistentes y deseo de paz:

Et así bien prestaron et dieron, conforme a la dicha sentencia, las tres vacas a los de la val de Roncal et juraron la dicha paz.

En 1450, está descrita otra crisis con prendamiento de unas cinco mil cabezas de ganado por parte de los roncaleses y con una respuesta similar por los baretoneses.
Los reyes navarros y vizcondes del Bearn respetan los privilegios de los valles y este acuerdo. Con el reinado de Catalina de Foix y Juan III de Albret se unifica la soberanía de ambos territorios, al ser reyes de Navarra y vizcondes de Bearn. En 1512, Fernando el Católico realiza la Conquista de Navarra, con una prolongada guerra de Navarra por mantener su independencia, manteniéndose sin embargo este tratado con cambios en las estructuras que le afectarán. En 1563, se realiza una capitulación sobre el corte de leña entre Roncal y Baretous, con una reunión extraordinaria el 14 de septiembre de los junteros y procuradores de los valles.

### Descripción de Garibay de la ceremonia

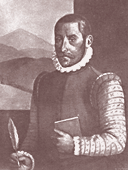
Esteban de Garibay, cronista de Felipe II de España describió la ceremonia en 1571.

Armas de los vizcondes de Bearne. Cuando Garibay describe la ceremonia, el Bearne seguía sin pertenecer al reino de Francia a pesar de su descripción.

Esteban Garibay, cronista guipuzcoano de la época del Imperio español, en 1571 elaboró una descripción de la ceremonia, aunque con algunos errores: dice erróneamente que el 13 de «junio» (en vez de julio) tenía lugar la famosa junta anual, con asistencia de los jurados de los siete pueblos de Roncal y siete u ocho jurados «bretones» (en vez de baretoneses). Se ponen los dos grupos a ambos lados de un mojón de piedra de vara y media de alto, y los roncaleses preguntan a los «franceses» (en vez de bearneses, entonces con Juana III como reina de Navarra y vizcondesa de Bearn), si están dispuestos a jurar. Entonces ponen su lanza en tierra, siguiendo la línea de los mojones y, seguidamente, los roncaleses echan encima la suya, formando una cruz. Los «franceses» ponen sus manos encima de esta cruz y los roncaleses, como superiores, hacen lo propio sobre las de estos, con el mayor silencio dentro de la jurisdicción de cada uno. Prestan juramento y manifiestan «que la paz entre ellos irá avant, que es lo mismo que decir adelante, y lo mismo significa en lengua portuguesa». Tres veces se repite la fórmula y salen entonces de un bosque una treintena de hombres con las vacas, asidas de los cuernos y colas, de una edad, señal y peso, y sin lesión alguna, pues de otra forma las rehusarían los roncaleses «porque son para las parias». Los «franceses» meten media vaca en el suelo navarro, siendo recibida si está en condiciones, lo mismo que las otras dos, poniéndolas a buen recaudo, porque si alguno de los animales vuelve a Francia, no están obligados los franceses a entregar otra en su lugar. Luego viene el nombramiento de los guardas y se deshacen los agravios. Y sigue el relato: «pasadas estas cosas, los roncaleses, con liberalidad de hidalgos, dan luego de merendar a los franceses con pan, vino y muy bueno perniles de tocino y lo mismo hacen a todos los que acuden a la fiesta». El resto del día tiene lugar una feria en la parte «francesa», con venta de carneros, bueyes, yeguas y otros ganados.

### Desavenencias delsigloXVII
Las mayores dificultades para la continuidad del tratado internacional sucedieron a lo largo del siglo XVII. En la ceremonia de 1612 fueron rechazadas dos de las reses por presentar, a juicio de los roncaleses, más de dos años y otros defectos. Realizaron una protesta formal y se alejaron de mal humor a una distancia de un tiro de arcabuz de los baretoneses. Inmediatamente, buscando avenencia, se reanudó la ceremonia aceptando una vaca más pero no la tercera. Tras «muchos dares y tomares» y ánimos excitados, no se llegó a acuerdo alguno, partiendo cada cual hacia sus territorios. Había tres días de plazo en el pacto para presentar en la plaza de Isaba la que faltaba. Sin embargo fue en vano. Pasado un mes los roncaleses decidieron recurrir, a pesar de que había partidarios de actuar con violencia, se realizó un requerimiento formal a los de Ansó, como fiadores de la sentencia de 1375. Sin embargo tampoco era un buen momento, pues ansotanos y roncaleses también estaban en discusiones por términos comunes o faceros. Finalmente no prosperó. Se planteó llevarlo ante la reina de Francia Ana de Austria, mujer de Luis XIII de Francia y II de Navarra o a pleitear en los tribunales franceses. Sin embargo, estos pasos no se dieron y negociaron directamente con los baretoneses (entonces también se les denominaba bretoneses o peligordines). Estos exigían que las vacas fueran examinadas por personas ajenas a las partes, a lo que se oponían los roncaleses por la costumbre inveterada.

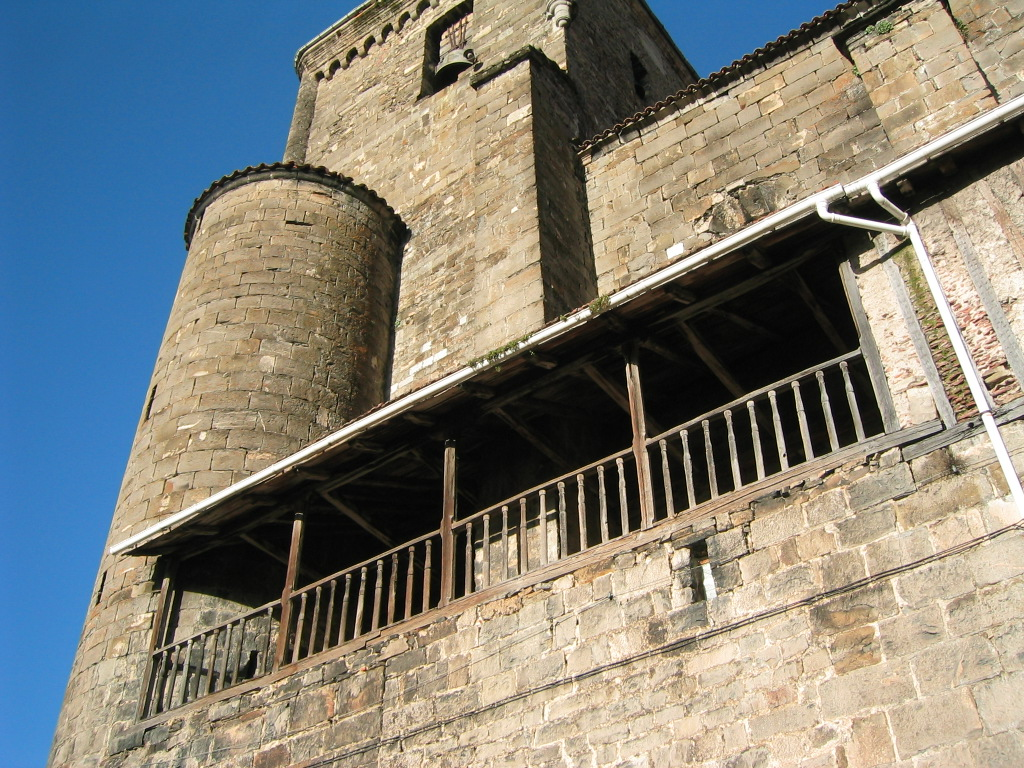
Iglesia de San Cipriano en Isaba, construida en el. La anterior iglesia, con casi toda la villa, se había incendiado en 1427. En este incendio se quemaron también los documentos originales de la sentencia, lo que llevó a incrementar el conflicto en el cuando los baretoneses exigieron los originales.

En la ceremonia de 1614 también se pedía la presentación del original de la sentencia de 1375, que había desaparecido en el incendio de Isaba de 1427. Tras el juramento de guardar la paz y pacería, como lo habían hecho sus antepasados y el nombramiento de los guardas y en el momento de la entrega, el baretonés exigió la escritura original para comprobar si esta obligación era temporal o perpetua, a lo que contestó el isabarre que era perpetua y que hacía más de cuatrocientos años que se cumplía. Se amenazó a los baretoneses con los tres mil marcos de pena previstos en la sentencia pero aun así se reiteraron en su petición. Para superar la dificultad solicitando a los de Ansó la copia autorizada de Johan de Caseterat, notario de Olorón.
Inicialmente, no se dieron por válidas las copias, que también tenían los baretoneses. En las vistas de 1615 se arreglan y se reconcilian, admitiendo finalmente la copia de Ansó, lugar del arbitrio. Se realizó la junta acostumbrada y los baretoneses se ponen al corriente del pago, volviendo a la normalidad durante unos años. En aquel tiempo los roncaleses tenían unas cien mil cabezas de ganado lanar y unas seis mil de vacuno en números redondos. En 1628, se rompe la calma con disensiones que se prolongarán hasta 1642 complicado con la Guerra de los Treinta Años iniciada en 1635. En este tiempo hay presas de ganado por una y otra parte, y el valle de Baretous se negó a realizar el pago de las tres vacas.
En esta situación las localidades del valle estaban divididas, ya que Roncal, Burgui y Vidángoz que no eran beneficiarios directos por no recibir las vacas, se inhibieron en el apoyo y en correr con gasto alguno. Los de Uztarroz se tomaron la justicia por su mano apresando mil cabezas de ganado que tuvieron que restituir tras ser desaprobada por el virrey, Luis Bravo de Acuña, y el Consejo Real.
En 1635 se inició la referida Guerra de los Treinta Años y el virrey marqués de Valparaíso organizó una expedición al valle de Baretous capturando más de cuatro mil cabezas de ganado menor y unas ochenta del mayor, que se repartieron en ocho lotes, dos de ellos para Isaba. Los baretoneses realizaron la revancha y, a pesar de que se había prohibido a los roncaleses subir a los puertos los ganados, lograron apresar unas cinco mil ovejas y carneros y ochenta de ganado mayor, además de despojarles de cuanto llevaban, monteras, capas, abarcas, medias de aguja, talegas, calderas, panes y quesos. Fueron apaleados algunos de los pastores y cuatro se llevaron a Olorón como rehenes, donde estuvieron retenidos dos años hasta lograr su rescate.
Las acciones de apresamiento de ganado se repiten en 1638 por parte de los baretoneses en dos ocasiones y hacen lo propio los roncaleses al año siguiente y de nuevo en 1642. Siendo una situación similar a la del siglo XIV pero, al parecer, sin que hubiera muertos. A todo esto contribuyó la inhibición de los ansotanos como árbitros. Finalmente se realizaron varias entrevistas en Sainte-Engrâce, con el rector en calidad de árbitro, donde se llega a la concordia del 22 de agosto de 1642, por la que quedaba en vigor la vieja carta de paz de 1375 y se eximía a los baretoneses de toda obligación por los años que faltaron a la entrega (desde 1630). El valle del Roncal hubo de pagar once mil francos para rescatar sus rebaños, quedando mientras tanto como rehén Domingo Ederra en casa del alcalde de Arette. Este largo pleito dejó divisiones internas en el propio valle de Roncal, que se reflejó en el pleito de 1647, pero no fue atendido y, por tanto, sin que se realizara cambio alguno, por el que Roncal, Burgui y Vidángoz solicitaban el reparto entre todas las villas del valle las vacas del Tributo, asumiendo también los gastos.

### Cumplimiento a pesar de las dificultades
Posteriormente no hay interrupciones, ni incidentes significativos hasta que en 1698 consta una multa de 300 marcos de plata. Durante la Guerra de Sucesión la entrega se mantiene a lo acordado.
En 1751 se describe un pequeño incidente. El alcalde de Isaba llamó la atención a los bearneses por la presencia de tres guardas de la ronda del tabaco con sus armas de fuego, siendo así que tal prerrogativa era privativa de los roncaleses; lo que reconocieron entregando estas armas, que les fueron devueltas al final.
En 1755 se rechazó una de las vacas por «hallarse tachada, pequeña de mal pelaje y otros defectos». El día 15, dentro del plazo de los tres días llevaron los baretoneses la res, que dejaron atada al mayo (tronco de árbol que se pone en la plaza en las fiestas de los pueblos) de la plaza de Isaba.

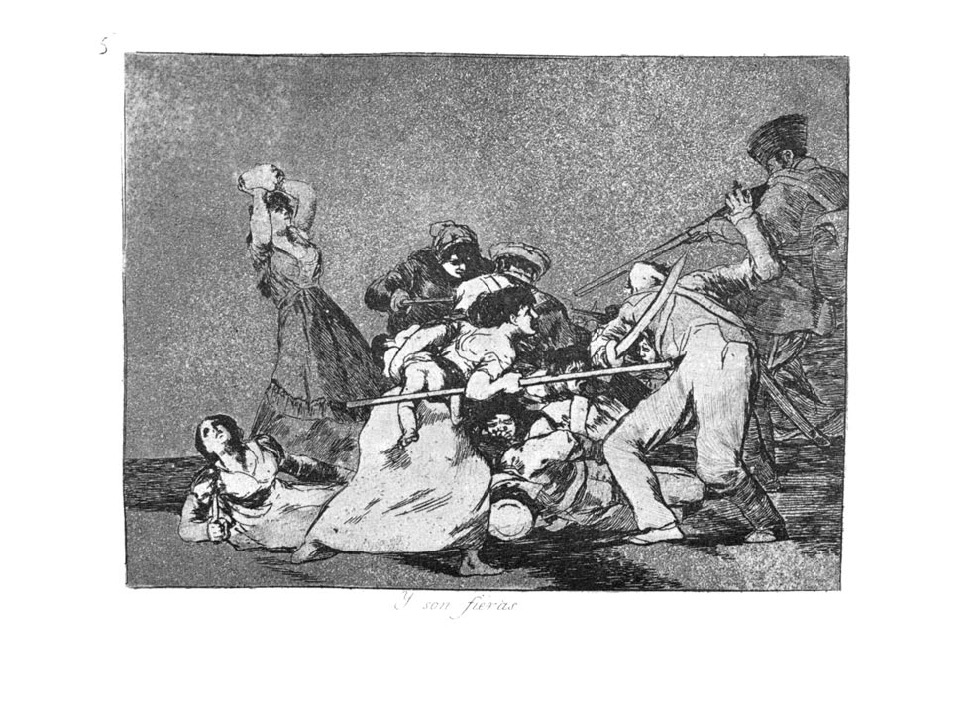
Y son fieras, grabado de Francisco de Goya, 1810. Las guerras que implicaron a estos territorios a lo largo de los siglos alteraron su cumplimiento, pero no lo impidieron, si exceptuamos algún retraso en las entregas.

Iniciada la Guerra de la Convención en 1793 entre Francia y España la entrega, como decían los de Aramitz, no se pudo realizar pero estaban dispuestos a cumplir. Así el 17 de agosto entre las 8 y las 9 de la mañana se presentaron en la plaza pública de Isaba y las ataron al mayo, como era lo acostumbrado en otras ocasiones. Se decía que la guerra entre Francia y España no tenía nada que ver con el pacto entre los dos valles.
Y aunque la guerra había producido pérdidas con 50 bordas roncalesas incendiadas y el saqueo de la venta y ermita de Arraco (cercano al lugar de la ceremonia) en el que, al parecer, no intervinieron baretoneses. Estos últimos escribieron ratificando el pacto en una carta: «Y entre tanto, estamos y correremos con la misma fraternidad o hermandad».
También durante la llamada Guerra de la Independencia se producen cambios. Así en 1810 la entrega tuvo lugar el 16 de julio y no el 13, y desde 1811 a 1814 se pagó en dinero (140 reales fuertes por vaca) en vez de entregar las reses, sin interrumpir la ceremonia. En el archivo del valle también se registran pequeñas dificultades en la ceremonia de 1839.
En 1856, se realizó el Tratado de Límites franco-español que trataba de arreglar los problemas de las facerías seculares de los valles de ambas vertientes. Fue completado en 1858 y afectaba a los Pirineos occidentales incluyendo a Navarra. Se declaraba que se realizaba una excepción a las aboliciones de normas previas. Así, en el anexo 3º de la Convención Adicional a dicho Tratado (4 de abril de 1959), se ofrece un resumen de la sentencia de 1375 que seguiría vigente. Sin embargo la secular Piedra de San Martín fue reemplazada por un vulgar mojón, que se unía a los 1.300 que se instalaron como límite fronterizo en 1858.
Al finalizar el siglo XIX se publicó en libros y prensa de Francia información sobre este Tributo provocando que la opinión pública francesa se rebelara contra esta aparente humillación. En 1895 se intentó sustituir las vacas por dinero, sin lograrlo. Este año Le Figaro y otros periódicos publicaron una protesta en la que se calificaba el acto de «extravagante ceremonial antifrancés». Se decía que se pagaba un tributo de guerra, que los de Baretous tenían que retroceder seis pasos más allá de la línea fronteriza, exigiéndoles que estuvieran descubiertos mientras los roncaleses seguían con el sombrero puesto. Los franceses avanzaban hacia la Piedra con una lanza portador de una bandera blanca en señal de sumisión, colocándola sobre el mojón. El alcalde roncalés colocaba una alabarda adornada con una llama roja, que hincaba en suelo francés. Media docena de fusileros apuntaban hacia Francia, mientras los franceses no podían llevar armas. Todo esto hizo que unas seiscientas personas subieran para protestar por este insulto a Francia.
A lo largo del siglo XX se mantuvo sin más incidentes, excepto en 1944, durante la Segunda Guerra Mundial, los alemanes impidieron este acto por temor a que los franceses lo aprovecharan para cruzar la frontera y escapar. A modo de compensación, en los años siguientes los baretoneses añadieron una vaca más, hasta que los roncaleses les perdonaron la última.
Hasta mediados del siglo XX pasado, tanto de un lado como del otro, para llegar al lugar de la ceremonia los protagonistas salían la víspera y pasaban la noche en las cercanías o salían a media noche y llegaban tras penosa ascensión hasta alguna cabaña de pastor donde descansaban antes de reiniciar el camino hasta la Piedra. Nada que ver con la actualidad, donde la carretera llega a sus proximidades gracias a las excelentes relaciones entre ambos valles que llevó a construir por su cuenta esta carretera internacional. Solamente la Diputación Foral de Navarra aportó su apoyo en el último momento y para construir los últimos tramos.